# 晴天を誉めるなら夕暮れを待て
「晴天を誉めるなら夕暮れを待て」（せいてんをほめるならゆうぐれをまて）は、ASKAの楽曲。自身の4作目のシングルとして、1995年1月1日に発売された。発売元は東芝EMI。

## 背景
前作「はじまりはいつも雨」からおよそ4年ぶりであり、東芝EMI移籍後初のシングルとなった。
タイトルの由来は諺の「晴天を誉めるには日没を待て（ものごとは終わってみるまで分からないものだから、最後まで油断してはならないということ）」から来ている。

## チャート成績
ASKAソロとしては初となるオリコン週間シングルランキング1位（初登場1位）を獲得した。また、出荷枚数は80万枚以上を記録しており、オリコンでは最大ヒット作品「はじまりはいつも雨」に次ぐ2番目のヒットである。

## 収録曲
| 全作詞・作曲: 飛鳥涼、全編曲: 十川知司。 |                                                          |        |            |      |
| #                                        | タイトル                                                 | 作詞   | 作曲・編曲 | 時間 |
| 1.                                       | 「晴天を誉めるなら夕暮れを待て」                         | 飛鳥涼 | 飛鳥涼     | 5:15 |
| 2.                                       | 「オンリー ロンリー」                                    | 飛鳥涼 | 飛鳥涼     | 5:10 |
| 3.                                       | 「晴天を誉めるなら夕暮れを待て（オリジナル・カラオケ）」 | 飛鳥涼 | 飛鳥涼     | 5:13 |
| 合計時間:                                | 合計時間:                                                | 15:38  |            |      |

## 楽曲解説
1. 晴天を誉めるなら夕暮れを待て
それまでのイメージ「バラードのASKA」を覆す楽曲となっている[3]。
後に収録されたアルバム『NEVER END』ではイントロを長くしたバージョンになっており、以降のベストアルバム『ASKA the BEST Selection 1988-1998』に収録されているのもこのバージョンである。
長らくシングルバージョンでのアルバムへの収録はされていなかったが、2008年のCHAGE and ASKAのアジア限定ベストアルバム『Asian Communications Best』で初収録となった。国内盤では2018年発売のベストアルバム『We are the Fellows』で初収録となっている。
2. オンリー ロンリー
チャゲ&飛鳥（現：CHAGE and ASKA）の1985年に発売されたシングル「オンリー・ロンリー」のリメイク。新たなメロディと歌詞が加えられている。
3. 晴天を誉めるなら夕暮れを待て（オリジナル・カラオケ）

## 収録アルバム
国内盤
- NEVER END (#1,#2)※#1はアルバム・ヴァージョン)
- ASKA the BEST Selection 1988-1998 (#1)※アルバム・ヴァージョン
- We are the Fellows (#1)

海外盤
- 飛鳥〜飛鳥涼作品集 (#1)※アルバム・ヴァージョン
- Asian Communications Best (#1)

## 参加ミュージシャン
- 鎌田ジョージ - ギター (#1)
- 今剛 - ギター (#2)
- 美久月千晴 - ベース (#1)
- 長谷部徹 - ドラム (#1)
- 重実徹 - ピアノ (#1)
- 十川知司 - ピアノ&キーボード (#2)
- 河合夕子 - コーラス (#2)
- 中林たら - コーラス (#2)
- 森達彦 - Synthesizer Sound Designers (#1、#2)
- 山岡広司 - Synthesizer Sound Designers (#1、#2)
- 十川知司 - Synthesizer Sound Designers (#1)

## カバー作品
晴天を誉めるなら夕暮れを待て
- SHUUBI with 古川昌義 （2009年、コラボレーション・アルバム『please』[6]）